# Arnaldur Indriðason
Arnaldur Indriðason (* 28. ledna 1961 v Reykjavíku) je islandský spisovatel detektivek.
V roce 1996 absolvoval studium historie na Islandské univerzitě. Později pracoval jako novinář a filmový kritik u největších islandských novin Morgunblaðið.

## Dílo
Ve většině jeho knih je hlavní postavou komisař Erlendur Sveinsson a jeho kolegové Sigurður Óli, Elínborg a jeho dávný mentor Marion Briem z kriminální policie v Reykjavíku. Je to rozvedený padesátník, kterého chodí čas od času navštěvovat jeho již dospělé děti. Dcera Eva Lind, která skončila na drogách a Sindri Snær, který už má za sebou několik odvykacích kůr. Vztahy mezi nimi jsou značně komplikované. Knihy Oběť, Propast a Chlad probíhají ve stejném časovém rozmezí a mají vždy jiného hlavního hrdinu, u Oběti je to Elínborg, u Propasti Sigurður Óli a u Chladu Erlendur. Knihy napsané po roce 2010 se vracejí do starší minulosti, před první knihu série (Prequel), hlavním hrdinou knih Duel (2011) a Kamp Knox (2014) je Erlendurův mentor Marion Briem a Reykjavícké noci popisují začátek policejní kariéry Erlendura u dopravní policie, kdy ve svém volném času vyřeší starší případ dvojnásobné vraždy a je mu nabídnuto místo u kriminálky.
Obvykle jsou vyšetřovány případy, kde jejich původ leží daleko v minulosti a svědků už není mnoho.
Kniha Severní blata (Mýrin) byla v roce 2006 zfilmována (režie Baltasar Kormákur, Ingvar Eggert Sigurðssonem jako Erlendur) a film získal hlavní cenu Křišťálový glóbus na 42. Mezinárodním filmovém festivalu Karlovy Vary.

### Knihy s komisařem Erlendurem
- Synir Duftsins. 1997 (česky: Synové člověka. Nakladatel MOBA 2019, ISBN 978-80-243-8296-8)
- Dauðarósir. 1998 (česky: Růže smrti. Nakladatel MOBA 2010, ISBN 978-80-243-3785-2)
- Mýrin. 2000 (česky: Severní blata. Nakladatel MOBA 2004, ISBN 80-243-1324-3)
- Grafarþögn. 2001 (česky: Dech smrti. Nakladatel MOBA 2004, ISBN 80-243-1594-7)
- Röddin. 2002 (česky: Hlas. Nakladatel MOBA 2005, ISBN 80-243-1803-2)
- Kleifarvatn. 2004 (česky: Jezero. Nakladatel MOBA 2007, ISBN 978-80-243-2649-8)
- Vetrarborgin. 2005 (česky: Mrazivá noc. Nakladatel MOBA 2009, ISBN 978-80-243-3452-3)
- Harðskafi. 2007 (česky: Seance smrti. Nakladatel MOBA 2010, ISBN 978-80-243-4002-9)
- Myrká. 2008 (česky: Oběť. Nakladatel MOBA 2012, ISBN 978-80-243-4616-8) – v hlavní roli
- Svörtuloft. 2009 (česky: Propast. Nakladatel MOBA 2013, ISBN 978-80-243-5225-1)
- Furðustrandir. 2010 (česky: Chlad. Nakladatel MOBA 2014, ISBN 978-80-243-5824-6)
- Einvigið. 2011 (česky: Duel. Nakladatel MOBA 2015, ISBN 978-80-243-6716-3)
- Reykjavíkurnætur. 2012 (česky: Noc nad Reykjavíkem. Nakladatel MOBA 2016, ISBN 978-80-243-6958-7)
- Kamp Knox. 2014 (česky: Vina. Nakladatel MOBA 2018, ISBN 978-80-243-8056-8)

### Válečné tajemství Reykjavíku
- Skuggasund. 2013 (česky: Stínový vrah. Nakladatel MOBA 2019, ISBN 978-80-243-8908-0)
- Þýska húsið. 2015 (česky: Stíny noci. Nakladatel MOBA 2020, ISBN 978-80-243-9207-3)
- Petsamo. 2016 (česky: Temná zákoutí. Nakladatel MOBA 2021, ISBN 978-80-243-9929-4)

### Ostatní
- Napóleonsskjölin. 1999 (česky: Hrob v ledovci. Nakladatel MOBA 2008, ISBN 80-243-3260-4)
- Bettý. 2003 (česky: Smrtící intriky. Nakladatel MOBA 2006, ISBN 80-243-2200-5)
- Konungsbók. 2006 (česky: Codex Regius. Nakladatel MOBA 2011, ISBN 978-80-243-4495-9)
- Myrkrið veit. 2017 (česky: Ohyb ledovce. Nakladatel MOBA 2021, ISBN 978-80-279-0050-3)

### Spoluautor
- Leyndardómar Reykjavíkur. 2000 (jedna kapitola)